# 성남은행초등학교
성남은행초등학교(城南銀杏初等學校)는 대한민국 경기도 성남시에 있는 공립 초등학교이다.

## 연혁
- 1981. 2. 4 은행국민학교 설립 인가
- 1981. 6. 1 개교 19학급 편성
- 1981. 9. 1 초대 강도회 교장 취임
- 1988. 3. 1 병설유치원 2학급 편성
- 1993. 9. 24 교과전담시범 학교 공개(도지정)
- 1995. 3. 1 환경시범학교 지정(시교육청)
- 1998. 8. 28 학교급식 실시
- 2005. 3. 1 원어민활용 영어교육시범학교(시지정)
- 2007. 3. 1 자율장학 모델학교 운영
- 2008. 3. 1 미술과 시범학교 운영(도지정)
- 2011. 3. 1 에너지절약 정책연구학교(도지정)
- 2012. 3. 1 NTTP 배움과 실천 공동체 운영교 지정
- 2013. 2. 15 제29회 졸업(235명)
- 2013. 3. 1 37학급 편성(특수학급2학급)
- 2013. 3. 1 제12대 조충렬 교장선생님 부임
- 2014. 2. 14 제30회 졸업(총9,285명)
- 2014. 3. 13 8학급 편성(특수2학급 포함)
- 2015. 2. 13 제31회 졸업식 (179명.총 9464명)
- 2015. 3. 1 학급편성(초등30,특수 2,유치원 2)